# ポケットカード
ポケットカード株式会社（POCKET CARD CO., LTD.）は、クレジットカード事業を行う株式会社である。P-oneカードやファミマTカード等を発行している。

## 概要
1982年にニチイ（後にマイカルを経てイオンリテール）傘下の信販会社「ニチイ・クレジット・サービス」として設立された。個品割賦・クレジットカード事業と、ニチイ・サティなど小売店のサービスカウンター隣接の営業窓口や直営のキャッシュディスペンサーで融資を行う貸金業を営み、グループ内では優良子会社の一つであったため、マイカルが経営破綻するおよそ5ヶ月前の2001年4月25日に準大手消費者金融会社の三洋信販に売却され、破綻後の同年12月に現社名に変更した。
2003年に伊藤忠商事とも資本提携し、同社傘下のファミマクレジット事業のアウトソーシングを受託。2005年に「マイカルカード」事業終焉を見据えて「P-oneカード」の発行を開始した。イオン傘下に入った旧マイカルグループのスーパーマーケット運営会社とは（提携先がイオンクレジットサービスに移行するのに伴い）2005年以降順次提携カードの発行を終了、旧来の割引サービスなどは消滅し、現在は一般のクレジットカードとしての位置付けとなっている。なお、マイカルサンインを引き継いだホープタウンなど、イオン傘下に入らずに運営を継続している店舗では、ポケットカードとの提携を継続している。また、ワーナー・マイカル・シネマズ入場料割引については継続されていたが、2010年8月31日で終了した。
2007年、ともに三井住友銀行の傘下だった三洋信販とプロミス（現・SMBCコンシューマーファイナンス）の再編に伴い、ポケットカードはプロミスの連結子会社となった。2008年には三井住友銀行がポケットカードへ出資を行っており、三井住友フィナンシャルグループ（SMFG）内でのクレジットカード事業再編の動向が注目されていたが、2011年3月31日にファミマクレジットを完全子会社化するのに併せて資本関係の整理を行い、三井住友銀行・伊藤忠商事・ファミリーマートそれぞれの持分法適用関連会社になった。
2017年8月3日、株式公開買付けにより非公開化した上で三井住友銀行保有株式の自社株買いを行い、最終的に伊藤忠商事46%、ファミリーマート34%、三井住友銀行20%の株主構成とする計画を発表した。
ニチイによって設立され、さらに資本関係の変化でファミリーマートの関連会社となった経緯から、現在も流通系クレジットカード会社に位置付けられることがある。また、三洋信販～プロミス傘下だった時代は消費者金融系とも解釈できた。

### 国際ブランド
MasterCardのプリンシパルメンバーであり、MasterCardブランドを主力としているが、Visaカード発行ライセンスに基づくVisaブランド及び株式会社ジェーシービー（JCB）と提携したJCBの各ブランドのクレジットカードも発行している。但し、提携カードなど一部のクレジットカードでは国際ブランドの選択肢が限られる場合がある。

### クレジットカード会員数
クレジットカードの有効会員数は2013年2月末時点で約497万人である。「マイカルカード」から「P-oneカード」へ自動切替された既存会員だけでなく、車検会社やホームセンターなどの提携カード会員、また、旧ファミマクレジットのファミマTカード会員で構成されている。

### 特徴
ポケットカードのサービスは、後段の施策変更の欄で書かれているとおり、短期的にサービス内容が変わることもあり、注意が必要である。
主な特徴は以下の通り
- 利用時に自動的に1%割引（P-oneカード）
- 利用額1千円につき1ポケットポイント（一括払い時）または2ポケットポイント（リボ払い・3回以上の分割払い時）（P-oneカードのうち、<Premium Gold>及び<G>）
- 年会費3,150円の格安ゴールドカード（P-oneカード <G>）
- 1ポケットポイント = 3 - 4.4円（交換対象による）

### 施策変更
例）P-oneゴールドカード誕生当初
1. 毎月7日の決済はポケットポイント10倍。
2. JALマイレージバンクのマイルクラブのプレミアムコース（年会費5,250円別途必要）に入会すれば、1ポケットポイント＝10マイルに移行できた。
3. マイルクラブでの移行上限は1年度に1万ポケットポイントだった。

しかし、わずか1年で
1. 旅行業種（JR定期券、航空チケット等、ツアー代金）が10倍対象外となった。
2. JALマイレージバンクのマイルクラブのプレミアムコースが廃止となった為、スタンダードコース（年会費無料）のみとなり1ポケットポイント＝2.5マイルとなった。
3. マイルクラブでの移行上限は1年度に5千ポケットポイントとなった。

なお、「毎月7日ポイント10倍特典」は2009年2月7日利用分をもって終了した。
また、年間50万円以上の利用で5千円キャッシュバックという制度もあったが、1千ポケットポイント付与に変更された。

## 現在発行しているクレジットカード
プロパーカード
- P-oneカード <Premium Gold>
- P-oneカード <G>
- P-oneカード <Standard>
- P-oneカード Wiz

カード名の由来は「お客様に選ばれる特別な（Prime）１枚」から。
提携カード
- Famima Card - ファミマTカードの発行終了に伴い、2025年9月より発行開始。
- Vポイントカードプラス（ポケットカード版）（旧：Tカードプラス）[7]
- ZOZOカード
- マガシークカード
- Select Square Card
- VANQUISH CARD
- コーナンカード　コーナンFLEXY
- CARENEX itsumoカード
- くらしらくカード（サンリブ）

ビジネスカード
- P-one Business MasterCard
- コーナンPRO Business Card
- 建デポ・プロビジネスカード
- P-one Business カード

ローンカード
- F マネーカード

コーポレートカード
- コーナン コーポレートカード

## 新規発行を終了したカード
プロバーカード
- P-one カード（ブルー）、P-one カードシルバー、P-one カードゴールド、P-oneカード FLEXY
- ポーラスターカード　ベーシック・プラス・ゴールド
- TRANSFORMERS OFFICIAL CARD
- ドルカード  -  かつては、シティバンク銀行の米ドル普通預金を決済口座とするドル建てクレジットカード、「ドルカード」を発行していたが、2005年10月頃に廃止になったようである。なお、シティバンク銀行の米ドル普通預金を決済口座とするドル建てクレジットカードとしては、シティカードジャパンが、シティ ドルカードの名称で発行できるカードが現存するカードとしてあるが、こちらはゴールドカード扱いとなるため、入会にはハードルが高くなっている。

提携カード
- MIO CLUB ポケットカード - 天王寺ミオとの提携カードで、マスターカードと国際ブランドのないハウスカードの2種類があった。親会社のJR西日本との提携による「ミオクラブJ-WESTカード」の発行に伴い新規発行を終了。
- 島忠・HOME'S Tカード - 島忠にてニトリポイントの導入に伴い2022年に新規発行終了。
- DMM JCBカード - ポケットカードとの提携終了に伴い、2025年5月末に新規発行終了。(同年9月よりリニューアルを行い発行開始予定)
- ファミマTカード - カードのリニューアルに伴い2025年1月末に新規発行終了。
- 夢展望カード P-one FLEXY - 夢展望株式会社との提携の終了に伴い、2018年6月末に発行取り扱いを終了[8]。

## 沿革
- 1982年（昭和57年）5月 - 株式会社ニチイ・クレジット・サービス設立。
- 1986年（昭和61年）6月- マイカルグループのクレジットカードとして、ハウスカードと日本信販・VISAジョイントカードと一体化した国際カードを発行。
- 1993年（平成5年）10月 - マスターカードインターナショナルと提携し「Master Card」ブランドカード発行開始。
- 1994年（平成6年）3月 - マイカルカード株式会社に社名変更。
- 1996年（平成8年）9月 - 株式店頭公開。
- 1998年（平成10年）7月 - 東京証券取引所・大阪証券取引所市場第2部上場 。
- 1999年（平成11年）8月 - マイカルICマスターカードの開始を発行。
- 2000年（平成12年）12月 - 東京証券取引所・大阪証券取引所市場第1部指定。
- 2001年（平成13年）
  - 4月 - 三洋信販が、マイカルからマイカルカードの株式の51%を取得する。
  - 12月 - ポケットカード株式会社に社名変更。
- 2002年（平成14年）5月 - 東京都港区三田に本社を移転
- 2003年（平成15年）5月 - 伊藤忠グループと資本・業務提携
- 2004年（平成16年）
  - 2月 - ファミマクレジット株式会社と資本及び業務提携。
  - 3月 - 本社を現在地に移転。
  - 8月 - 三井住友カードと提携し、「VISA」ブランドカードを発行。
- 2005年（平成17年）
  - 4月 - ジェーシービーと提携し、「JCB」ブランドカードを発行。
  - 5月 - 株主優待制度を導入。
  - 10月 - P-oneカードを発行開始。当初は旧マイカルカード保有者の切換専用カードであった。
  - 12月 - マイカルとの営業活動に関する基本契約を解消。
- 2007年（平成19年）
  - 2月 - 新基幹システム「P-sys（ピーシス）」を稼動。
  - 11月 - ファミマクレジットのプロセシング事業開始
- 2011年（平成23年）3月 - 株式交換によりファミマクレジットを完全子会社化。
- 2012年（平成24年）9月 - 子会社のファミマクレジットを吸収合併。
- 2017年（平成29年）11月 - 株式公開買付けにより、伊藤忠商事の完全子会社である株式会社GITとファミリーマートの完全子会社である株式会社ビーエスエスが合計18.09%の株式を取得、伊藤忠商事グループ・三井住友銀行・ファミリーマートグループ合計で95.61%の議決権を得る[9]。
- 2018年（平成30年）2月 - 上場廃止。株式併合により、株主が伊藤忠商事グループ・三井住友銀行・ファミリーマートグループのみとなる[10]。
- 2021年（令和3年）5月 - 新たなVisaカード発行ライセンスによる「Visa」ブランドカードを発行開始[11]。

## 加盟する信用情報機関
クレジットカードなどの信用審査を行う為に、以下の信用情報機関に加盟する。
- 株式会社シー・アイ・シー（CIC）
- 株式会社日本信用情報機構（JICC）